# Campanula alsinoides
Campanula alsinoides là loài thực vật có hoa trong họ Hoa chuông. Loài này được Hook.f. & Thomson mô tả khoa học đầu tiên năm 1858.